# Schoolraad
De schoolraad is in Vlaanderen een officieel orgaan dat in praktisch elke school bestaat. In het vrij onderwijs heette deze vergadering de Participatieraad, maar sinds 2005 wordt in het hele Vlaamse onderwijs de term schoolraad gebruikt.

## De leden
De schoolraad is samengesteld uit vertegenwoordigers van 4 geledingen:
- de ouders. Er kan ook een ouderraad (of "oudercomité") bestaan op de school, en dan zullen meestal enkele leden van die raad in de schoolraad zetelen.
- de leerkrachten. Vaak worden enkele leden uit de pedagogische raad gekozen.
- de leerlingen. In het secundair onderwijs worden de leerlingen meestal actief betrokken, in het basisonderwijs is dit uitzonderlijk.
- de lokale gemeenschap. Het betreft hier vertegenwoordigers uit de omgeving van de school, zoals een vertegenwoordiger van het bestuur van de gemeente, van de parochie, van jeugdbewegingen of het lokale verenigingsleven.

De vertegenwoordigers van de eerste 3 geledingen worden democratisch gekozen door de betrokken geleding. De vertegenwoordigers van de lokale gemeenschap worden gecoöpteerd door de leden van de schoolraad uit de eerste 3 geledingen.
De ouders verlaten automatisch de schoolraad, als al hun kinderen de school verlaten hebben. De personeelsleden beëindigen hun lidmaatschap in de schoolraad wanneer ze niet meer werken op de school waar ze verkozen waren als vertegenwoordiger van het personeel.
Een vertegenwoordiger van de lokale gemeenschap kan niet gecoöpteerd worden als hij of zij ook in aanmerking komt in een van de 3 andere geledingen: zo kan een ouder van een kind op de betrokken school of een leerkracht die in de school lesgeeft geen deel uitmaken van de schoolraad als vertegenwoordiger van de lokale gemeenschap.
Naast de vertegenwoordigers van genoemde geledingen kunnen de leden ook andere betrokkenen van de school op systematische of ad-hocbasis uitnodigen op de vergadering. Deze personen hebben geen stemrecht. In de praktijk betreft het dan vaak de directeur van de school, of iemand van het begeleidend CLB.
Normaliter heeft elke geleding een gelijk aantal leden in de schoolraad. De voorzitter wordt gekozen onder de leden.

## Taken en werking
Een belangrijke rol van de schoolraad is om op de hoogte te blijven van wat er gebeurt op en rond de school. Daarom zal de directeur meestal bij elke vergadering een stand van zaken geven. Strategische keuzes van de school, bv. rond jaarthema's, specifieke pedagogische activiteiten enz. komen hier aan bod.
De schoolraad heeft vooral een adviesbevoegdheid in tal van zaken rond de school. Zo is bv. het advies van de schoolraad nodig bij een aanvraag tot oprichting van een nieuwe studierichting in de school. Ook over het schoolreglement, de aanwending van de lestijden, de taakomschrijving van directeur en leerkrachten, verbouwingswerken aan de school enz. heeft de schoolraad deze adviesbevoegdheid. Jaarlijks worden ook de facultatieve verlofdagen van de school door de schoolraad goedgekeurd.
De schoolraad komt ongeveer 3 of 4 keer per jaar samen. De schoolraad bepaalt zelf hoe open de communicatie is over haar activiteiten: Vaak zijn de adviezen die de schoolraad formuleert publiek toegankelijk (ad valvas, via de schoolwebsite).
Het mandaat van een schoolraad en haar leden loopt steeds over 4 jaar. Aan het einde wordt een nieuwe schoolraad samengesteld voor de volgende periode. Vanzelfsprekend kunnen leden in de loop van een mandaat wel vervangen worden, bv. als ze geen deel meer uitmaken van de betreffende geleding.